# El americano tranquilo (novela)
The Quiet American, titulada en español El americano tranquilo y también El americano impasible, es una novela policial escrita por el novelista británico Graham Greene y publicada por primera vez en 1955. Está ambientada en la Indochina francesa entre los años 1952 y 1955 y principalmente en la ciudad de Saigón; describe el colonialismo francés en Vietnam. La novela cuestiona implícitamente los fundamentos de la creciente participación estadounidense en Vietnam en la década de 1950 y predice el resultado de la política exterior americana que los llevaría a la guerra de Vietnam. 
Thomas Fowler es un corresponsal de guerra británico que ha cubierto el conflicto de Francia en Vietnam por más de dos años. Conoce a un joven americano idealista llamado Alden Pyle, agente de la CIA que trabaja encubierto. Pyle se guía por el escritor York Harding, cuya teoría es que ni el comunismo ni el colonialismo son apropiados en países como Vietnam, sino más bien hay que buscar una "Tercera Fuerza" que funcionará mejor. Pyle está seguro de que el poder americano puede poner esa tercera fuerza en el poder.

## Ambientación
Está ambientada principalmente en la ciudad de Saigón, entre los años 1952 y 1955, en la época en que en la Indochina francesa se luchaba por liberarse de la dominación francesa y en la que Estados Unidos trataba de posicionarse en la zona para luchar contra el comunismo.
Saigón era la ciudad más grande de Indochina. Situada al oeste de la desembocadura del río Saigón y al norte del delta del río Mekong. En la novela muchas situaciones suceden en la rue Catinat, histórica calle en la que existían varios edificios famosos tales como los hoteles Continental, Majestic y el Grand hotel. En la sección Enlaces externos pueden ver una página que contiene fotografías de varios edificios que se levantaban en esa calle.

## Personajes
Listados según van apareciendo en la novela.
- Thomas Fowler: Es el narrador de la novela. Corresponsal de guerra británico. Mediana edad. Llevaba cinco años viviendo en Saigón y dos conviviendo con Phuong.

- Phuong: Significa Fénix. Vietnamita de tan solo 20 años de edad, hablaba inglés y francés. Hija de un mandarín en Hué. Pelo lacio negro. Ignorante. Incapaz de mostrar sus emociones. Excelente bailarina. Bailaba en el Grand Monde. Amante de Fowler y luego de Pyle.

- Alden Pyle: Pelo muy corto, piernas sin gracia, mirada de universitario incapaz de hacer daño. Pésimo bailarín. Treinta y dos años de edad, empleado en la Misión de Ayuda Económica, agente encubierto de la CIA. Meticuloso en los pequeños detalles. Muy serio. Convencido de la democracia y de lo que Estados Unidos hacía por el mundo. No fumaba opio. Tranquilo. Formal, se iba a casar con Phuong.

- Vigot: Jefe de la Sureté en Saigón. Enamorado de su esposa, que no le hacía caso y que se rumoreaba lo engañaba con sus subalternos.

- Joe: Agregado comercial americano: mediana edad, cincuenta años.  Regordete, trasero exagerado. Rostro sin barba, mejillas afeitadas, risa estruendosa.

- Bill Granger: Corresponsal de guerra americano, mal hablado, mal educado.

- Hei: Hermana mayor de Phoung. Buscaba un buen matrimonio europeo para Phoung. Hacía el papel de chaperona de su hermana. Hablaba muy bien inglés, había trabajado en una empresa de importación y exportación, sabía taquigrafía.

- Domínguez: Ayudante de Fowler. Hindú, su familia procedía de Goa a través de Bombay. Gentil, humilde, amaba la verdad. Muy relacionado con los comerciantes hindúes. Era el servicio de inteligencia personal de Fowler. También tenía contacto con agentes del Vietminh.

- Heng: Gerente del señor Chou. Joven, usaba ropa europea, hablaba inglés fluidamente.

## Argumento

### Primera parte
Fowler esperaba a Pyle en su habitación de la rue Catinat, vendría a las diez. A la medianoche, cansado de esperar, bajó a la calle. Ea una calurosa noche de febrero. Se habría atrasado en la legación americana. Vio a Phuong en un portal vecino que también esperaba a Pyle. La invitó a subir, la policía podría arrestarla. Ella le preguntó si era cierto que se iría pronto. Quizás, respondió Fowler ¿todavía estás enamorada de él? Phoung le preparaba su primera pipa de pasta de opio. Era una superstición de que si un amante fumaba, siempre regresaría. La capacidad sexual del hombre disminuía por fumar, pero siempre preferían a un amante fiel a uno potente. Él le dijo que cuando lo dejó, tuvo la fortuna de contar con el opio para resistir.
Con la cuarta pipa ya no desearía a Phuong, pero le pidió que se quedara, ya no vendría Pyle esa noche. Un policía llamó a la puerta del departamento preguntando por el señor Fowler, se le necesitaba en la Sureté francesa y a la señorita también. Eran las dos de la mañana, Vigot le dijo que lamentaba haber tenido que pedirle que fuera, pero que quería hacerle algunas preguntas sobre Pyle y se dirigió a Phuong preguntándole ¿cuánto tiempo llevaba viviendo con Pyle? Un mes respondió ella, ¿cuánto le pagó? y luego le consultó si había vivido con Fowler dos años. Fowler le respondió que eran amigos, que Pyle se iba a casar con Phuong, que era un americano tranquilo, no como los del Continental.
Fowler conoció a Pyle el pasado septiembre, hacía cinco meses. En el bar del Continental todas las mesas estaban ocupadas, él se presentó y dijo que era nuevo, mientras miraban las figuras estilizadas de las mujeres que paseaban por la rue Catinat. Me contó que estaba leyendo a York Harding, El avance de la China Roja. Fowler le hizo un resumen de la situación: en el norte, en Tonkin, los franceses mantenían su posición en el delta del río Rojo, donde estaba Hanói y el único puerto del norte, Haiphong. Allí se cultivaba la mayor parte del arroz. Los franceses podían aguantar siempre que los chinos no vinieran en ayuda del Vietminh. Allí no se arrojaban bombas. En el sur los franceses controlaban las carreteras principales hasta las siete de la tarde, después controlaban las torres de vigilancia y las ciudades. El general Thé era el jefe del estado mayor caodaísta, pero se había ido a las montañas y luchaba contra los franceses y los comunistas. Pyle le dijo que el ministro estaba muy preocupado por lo de las granadas. Estaba absorto en el dilema de la democracia y las responsabilidades de occidente, estaba decidido a hacer el bien, no a un individuo en particular, sino a un país, un continente, un mundo.
Durante el interrogatorio, Fowler le preguntó a Vigot si Pyle estaba en el depósito de cadáveres, que él era inocente de su muerte. Vigot le pidió que le contara sus movimientos entre las seis y las diez, simple rutina. Habían encontrado el cadáver de Pyle en el agua, debajo del puente de Dakow, al lado del Vieux Moulin. Lo habían ahogado en el fango. Fowler reconoció el cadáver de Pyle y regresó con Phoung a su departamento, ella no se había dado cuenta de lo que sucedía, le dijo que Pyle estaba muerto, ella no hizo ninguna escena, no lloró. 
Al día siguiente Fowler acompañó a Phoung al departamento de Pyle a buscar sus pertenencias, solo pudo entrar él. Se encontró con Vigot quien le contó que el auto de Pyle estaba en el garaje, sin bencina. Fowler metió las cosas de Phuong en su baúl más El papel de occidente de York Harding. Vigot también le contó que había informado que fue asesinado por los comunistas. Llegó el agregado comercial americano y le contó que era una noticia terrible, él conocía al padre de Pyle, el profesor Harond C. Pyle, autoridad mundial en erosión submarina.
Dos meses después de su llegada Pyle vio a Phoung por primera vez, fue en el Continental al atardecer. Fowler y Phoung estaban bebiendo, apareció Pyle y él los presentó. Pyle los invitó a compartir su mesa con el agregado comercial, esperaban el regreso de los corresponsales que habían ido a Hanói. Bill Granger llegó pero traía un bulto que llamaba Mick, era muy mal hablado y mal educado, Pyle se disculpó con Fowler y Phoung. Bill les informó que los franceses habían tenido una gran victoria en el noroeste de Hanói. El agregado comercial se despidió y se llevó al tal Mick y ellos cuatro se dirigieron a la Casa de las Quinientas Chicas, llegaron al Chalet, tomaron una mesa. Los tres hombres ingresaron al lugar donde había centenares de chicas hablando recostadas en el pasto. Alrededor del patio había pequeños cubículos con las cortinas abiertas. Fowler sacó a Pyle de entre las chicas y Granger se quedó, ellos volvieron al Chalet donde los esperaba Phoung.
Se sentaron en una mesa al borde de la pista de baile. Pyle sacó a bailar a Phoung, apareció Hei la hermana mayor que hacía el papel de chaperona de Phoung. Fowler recordó cuando conoció a Phoung, fue en el Grand Monde, ella tenía dieciocho años y estaba vigilada por su hermana que quería para ella un buen matrimonio europeo. Cuatro meses después Hei se sintió enferma en el Grand Monde y él aprovechó de hablar con Phoung y luego la llevó a su casa. Hei le hizo varias preguntas sobre Pyle, mientras miraba como bailaban. Terminado el baile regresaron a la mesa y le presenté a Pyle. Hei realizó un largo interrogatorio a Pyle sobre su familia, nacionalidad, estado civil, etc. hasta que Fowler le dijo si estaba valorando la capacidad matrimonial de Phoung. Hei se fue y Pyle la elogió por su buen inglés y educación y dijo que podría trabajar en la Misión. Los tres vieron las variedades que presentaba el local: un cantante, un malabarista, un comediante y se fueron. 
Fowler había venido en una lancha de desembarco desde Nam Dinh, el puerto estaba tomado por el enemigo. Conocía bien Phat Diem; una calle larga y angosta, separadas cada cien metros por un canal, una iglesia y un puente. Había sido la ciudad más animada de todo el país, ahora era la más lúgubre. Lo sucedido era que el obispo de Phat Diem, devoto de Nuestra Señora de Fátima, había construido un santuario en su honor en los recintos de la catedral y celebraba su día cada año con una procesión. Las relaciones con el coronel al mando de las tropas francesas y vietnamitas habían sido siempre tensas desde que la autoridad había disuelto el ejército privado del obispo. Ese año el coronel decidió participar con sus oficiales en la procesión. Los agentes del Vietminh se mezclaron entre los fieles y en la noche atacaron Phat Diem; después de cuatro días los enemigos habían sido repelidos un kilómetro fuera de la ciudad, pero era una derrota. Fowler se integró a una patrulla mandada por un oficial francés, en la noche, alrededor de las tres de la madrugada llegó Pyle junto a él, lo habían dejado pasar hasta Nam Dinh para que se contactara con su equipo contra el tracoma, y luego alquiló una lancha, había ido a verle para contarle que estaba enamorado de Phoung, que quería casarse con ella, por supuesto a ella no le había dicho nada, tenía que decírselo a él primero. Ella tendría que escoger entre ellos dos. Fowler le dijo que él no podía casarse porque tenía una esposa en Inglaterra y era anglicana y muy creyente. Fowler demoró tres semanas en regresar a Saigón, Pyle solo una. Fowler recibió la comunicación de su ascenso, iba a ser el nuevo editor de International en Londres.

### Segunda parte
Cuando Fowler regresó a Saigón se rumoreaba que Pyle pertenecía al servicio secreto, podría estar negociando la entrega de armas a terceros. Phoung le dijo que ella y su hermana estaban muy dolidas con Pyle porque mientras él estuvo ausente no había ido ni una vez a verlas. Fowler le escribió a su jefe apelando de su nueva destinación, deseaba continuar en Saigón. Tuvo una reunión con Pyle, le contó que todo el mundo sabía que recibía paquetes con plástico, llegó Phoung y Pyle se le declaró, le dijo que quería casarse con ella y que él era serio. Phoung le dijo que no y Pyle se fue. 
Cuando quedaron solos, Fowler le escribió una carta a su esposa, Helen, le contaba que el próximo abril regresaba a Inglaterra para asumir el cargo de editor de Internacional, que en estos cinco años de separación ella había sido muy generosa con él y que le quería pedir que fuera más generosa aún, quería el divorcio para casarse con quien estaba viviendo desde hacía poco más de dos años. Fowler le contó a Phoung lo que le había escrito a su esposa y también que tenía que regresar a Inglaterra, ella le dijo que quería ir con él, conocer Londres, no le importaba si no estaban casados.
Una vez al año los caodaístas celebraban un festival en la Santa Sede en Tanyin, situada a ochenta kilómetros al noroeste de Saigón, conmemoraban la liberación. El caodaísmo era una invención de un funcionario civil en Cochin, era una síntesis de tres religiones: budista, confucionista y cristiana. Tenían un papa y mujeres cardenales y un ejército privado de veinticinco mil hombres, armados con morteros hechos con los tubos de escape de los autos viejos. Eran aliados de los franceses, pero cuando había peligro se volvían neutrales. A esta celebración concurrían los miembros del gobierno y del cuerpo diplomático y otras autoridades acreditadas en Saigón y por supuesto los corresponsales de guerra. Legionarios franceses vigilaban la carretera. Cada un kilómetro se levantaba una pequeña torre de vigilancia y cada diez había una fortaleza más grande ocupada por legionarios. Todos querían llegar a Tanyin, participar del espectáculo y regresar lo antes posible, el toque de queda comenzaba a las siete de la tarde. En el viaje de ida pasabas los arrozales controlados por los franceses, luego los controlados por los Hoa-Haos y finalmente los controlados por los caodaístas. En Tanyin, en la montaña sagrada estaba el jefe de Estado mayor disidente, el general Thé, que luchaba contra los franceses y el Vietminh. Fowler entrevistó al delegado del papa y divisó a Pyle que trataba de hacer partir su Buick, junto a él estaba un comandante caodaísta que había sido uno de los ayudantes del general Thé antes que este se separara. 
Fowler subió a Pyle a su vehículo para llegar a Saigón antes del toque de queda. Los otros coches iban muy adelante, Fowler aceleró y salió de la zona caodaísta y entró en la zona de los Hoa-Haos y al poco rato paró, le habían robado la bencina en Tanyin. Llegaron a una torre de vigilancia y Fowler les gritó que eran amigos, subieron y encontraron a dos hombres, tenían un fusil y una ametralladora. Casi a la medianoche fueron atacados por el vietminh, lograron escapar por los arrozales, pero Fowler se torció el tobillo de la pierna izquierda, los dos vietnamitas murieron cuando los del vietminh destruyeron la torre con una bazuca. Pyle arrastró a Fowler por los arrozales y finalmente fueron encontrados por una patrulla francesa.
Fowler fue llevado al hospital de la Legión en la carretera hacia Tanyin. Regresó a su departamento con la pierna enyesada, lo esperaba Phoung, se alegraba de verlo, había visto a su hermana a menudo ahora que trabajaba para los americanos gracias a Joe, el agregado comercial. Le entregó un telegrama, era de su oficina. También había una carta, era de Helen, en ella le decía que no le daría el divorcio. No le dijo nada a Phoung y le escribió una carta a Pyle diciéndole que su esposa estaba de acuerdo en divorciarse. 
Fowler tenía como ayudante a Domínguez, un hindú que era su mano derecha, pero ahora estaba enfermo en su casa por lo que tomó el hábito de visitarlo todas las noches. Una noche Domínguez le dijo que le gustaría que conociese a uno de sus amigos que tenía algo que contarle. Le dio la dirección era un almacén donde se guardaba chatarra; también le preguntó que tanto conocía a su amigo Pyle y le contó que en una conferencia, hablando de las potencias coloniales, Inglaterra y Francia, le escuchó decir que como ambas eran incapaces de ganarse la confianza de los asiáticos era allí donde los americanos deberían entrar con las manos limpias. Una tercera fuerza podría derrocar al Vietminh, liberándolos del comunismo y del colonialismo.
Fowler fue a Cholon y con dificultad ubicó la dirección del almacén del señor Chou, un anciano enfermo que fumaba ciento cincuenta pipas diarias y eso que tenía un solo pulmón, pero se presentó el señor Heng un joven bien vestido con ropas europeas y que hablaba inglés, era el gerente del señor Chou. Bajaron los dos al almacén y ahí Heng le mostró un bidón de hierro que tenía la marca de fábrica: Diolacton y le dijo que otros dos bidones fueron retirados por el señor Phan-Van-Muoi, cuya esposa era pariente del general Thé. También le mostró un molde hecho en Estados Unidos. El pariente del general Thé los buscó pues los habían tirado como chatarra por error, después este señor llamó a la legación americana y pidió hablar con el señor Pyle podría haber una tenue relación entre ambos.
Una tarde Pyle fue hasta la casa de Fowler, hacía tiempo que no se veían. También llegó Phoung. Pyle le dijo que la hermana de Phoung, que ahora trabajaba con Joe, había leído las cartas recibidas de su empresa y de su esposa, que la carta que le había escrito a él y lo que le había dicho a Phoung eran mentiras. Fowler le pidió que se fuera.

### Tercera parte
Después de la muerte de Pyle, un par de semanas, Fowler se encontró con Vigot en Le Club, restaurante favorito de los miembros de la Sureté. Habían encontrado el perro de Pyle. Vigot le dijo que quería hablar a solas con él en su casa esa noche a las diez. Fowler le dijo que le pediría a Phoung que fuese al cine.
Fowler se sentía pésimo después que Pyle se fue de su departamento. Cada vez que regresaba pensaba que algún desastre lo esperaba, cuando Phoung no estaba se desesperaba pensando que ella no volvería. Ella no había cambiado hasta un día que le preguntó cuando había visto a Pyle por última vez, ella respondió cuando vinimos aquí. 
Fue en esa fecha que sucedió el incidente de las bicicletas bombas, al volver a su casa encontró una nota de Domínguez, le pedía que estuviera al día siguiente, a las diez y media de la mañana, delante de la tienda grande en el bulevar Charner. El asunto resultó más bien humorístico. Estaba esperando cuando apareció un camión con policías que corrieron hacia la tienda donde había un montón de bicicletas. Entraron en la tienda y salieron con tres bicicletas que tiraron en una fuente, se subieron a su camión y se fueron. Apareció a su lado el señor Heng quien dijo: Operación bicicleta. Al poco rato se produjo una gran explosión en la fuente, nadie resultó herido. El señor Heng dijo que tenían que ser las once, me llevó donde estaba estacionada su bicicleta, me hizo mirar el bombín de aire y se fue. El molde que había visto en el almacén tenía la forma de la mitad del bombín. Después me enteré que a las once habían estallado por todo Saigón bicicletas que llevaban explosivos en sus bombines. Fueron diez explosiones y seis personas con heridas leves. Culparon a los comunistas, Fowler fue el único que escribió que estas explosiones habían sido una demostración de fuerza del general Thé.
Una tarde Fowler decidió visitar el garaje del señor Muoi, estaba en el bulevar de la Somme, era un almacén pequeño y desordenado, no encontró a nadie; cuando volvió a su departamento, Phuong se había ido, lo había abandonado, se había llevado todas sus pertenencias. Fowler fue a la Legación americana y preguntó por Pyle. Subió a la oficina que le indicaron y ahí estaba Joe, el agregado comercial y su secretaria, la hermana de Phuong, Pyle no estaba, había salido de la Legación podría estar en su casa, casi todo su trabajo lo hacía en casa.
Fowler se fue al norte, a Haiphong. Allí fue invitado a presenciar un ataque cerca de Lai Chau, en la frontera con China. Ese lugar había estado en manos de los franceses pero había sido capturado hacía dos días por el Vietminh. Ellos iban a reconquistarlo con dos B-26, efectuaron ataques en picada desde tres mil metros de altura, más de catorce ataques. El capitán Trouin, el piloto del bombardero, lo invitó esa noche a un fumadero de opio.
Fowler regresó a Saigón y al llegar a su departamento, Pyle estaba dentro, lo había dejado entrar Domínguez, le estaba devolviendo su visita a la Legación; vio que había una carta de su oficina en Londres, pidió disculpas y la abrió, el editor le decía que había considerado su última carta y que quería que se quedase un año más en Indochina. Ellos conversaron del próximo matrimonio y se despidieron como amigos, se dieron un apretón de manos. Fowler lo acompañó hasta la escala y le dijo que no confiara demasiado en York Harding, que se olvidara de la Tercera Fuerza y del general Thé.
Pasaron los días, los franceses estaban fuera de Hoa Binh, en Ton Kin había terminado la campaña del arroz y en Laos la del opio. Fowler había decidido cambiarse de departamento para olvidar todo lo relacionado con Phoung, se dirigió a ver uno en el otro extremo de la rue Catinat, pasado el hotel Continental, era de un hacendado del caucho que regresaba a Francia. Lo recorrió completo y cuando salió eran casi las once y media, justo para ir al Pavillon, una cafetería preferida por las mujeres europeas y americanas y donde sabía que no se encontraría con Phuong. Dos americanas se levantaron, ya eran las once y media y Warren les había dicho que a esa hora ya no debían estar ahí pues habría una demostración. En el salón quedaban solo Fowler y una francesa cuando una gran explosión los lanzó lejos y quebró vidrios y botellas. Fowler llegó a la plaza Garnier y vio la matanza y los restos de vehículos, la gente arrancaba en masa de la rue Catinant, se acordó de Phoung que debería estar cerca de donde había ocurrido la explosión trató de ir hacia allí pero se lo impedían los policías, en eso apareció Pyle, le aseguró que Phoung no estaba allí, él le había advertido que no fuera. 
Fowler ahí entendió que Pyle estaba en conocimiento del atentado, lo llevó hasta la plaza para que viera los muertos y mutilados. Pyle le manifestó que a esa hora iba a haber un desfile, Fowler le dijo que había sido cancelado. El atentado había sido perpetrado por el general Thé. Fowler se fue por la rue Catinant al Quai Mytho.

### Cuarta parte
Fowler salió a cenar con Domínguez regresó a su departamento a esperar a Vigot, este se presentó a las diez en punto. Fowler le preguntó por qué creía que él había estado implicado en la muerte de Pyle. Vigot entonces le preguntó por qué le había mentido. Vio a Pyle la noche en que este murió y le hizo un recuento de todos sus movimientos la noche del asesinato, Pyle vino a verle esa noche. Fowler le respondió que no tenía nada que decirle, Vigot se fue.
Fowler vio varias ambulancias mientras se dirigía al Quai Mytho. Encontró el depósito de chatarra del señor Chou y subió a su casa, de allí una mujer lo llevó hasta el señor Heng, dos cuadras de distancia. Fowler le dijo que venía de la plaza Garnier y que había sido planificado por Pyle y el general Thé. Había que detenerlos y Heng le sugiere que lo invite a cenar esta noche al Vieux Moulin, entre las ocho y media y las nueve y media. Para asegurarnos dígale que vaya a su casa a las seis y media y si puede ir a cenar con usted, póngase con un libro junto a la ventana. 
Fowler dejó una nota a Pyle en la Legación pidiéndole que fuera a su casa a las seis y media y luego se fue al Continental, la plaza había sido lavada por los bomberos y ya no habían destrozos y se fue a su departamento. Llegó Domínguez y lo despidió. Pyle apareció a la hora solicitada le dijo que estaba muy contento porque creía que él estaba furioso con él por lo de la mañana, que había hablado con el general Thé esa tarde, debía controlar sus acciones futuras, no había terminado con él. Fowler lo invitó a cenar entre las nueve y las nueve y media en el Vieux Moulin y se acercó a la ventana con un libro en la mano. Pyle se fue.
Fowler salió de su departamento y caminó hasta el Majestic, se encontró con Wilkins y luego entró al cine, cuando salió tomó un trishaw hacia el Vieux Moulin, en la puerta del restaurante había dos policías armados que hacían guardia, pidió una mesa para uno, ahí estaba Granger con un grupo, miraba hacia Fowler y finalmente se le acercó para contarle que su hijo pequeño tenía polio, estaba grave y ese día era su cumpleaños. Se despidieron y Fowler regresó a su departamento en un trishaw, esperó hasta la medianoche y luego bajó a la calle y ahí encontró a Phuong.
Llegó Phoung del cine, Vigot recién se había ido del departamento de Fowler, ella le contó que se trataba de la Revolución Francesa, que a la chica le habían cortado la cabeza. Fui con mi hermana, también estaba Granger, borracho. No lo critiques le dijo Fowler, estaba celebrando que su hijo está fuera de peligro, se lo habían contado en el Continental. Ella le preguntó si había abierto el telegrama, lo había olvidado y lo abrió, era de su esposa Helen que le decía que su abogado había iniciado los trámites para el divorcio por abandono. Le deseaba lo mejor. Se lo leyó a Phoung y esta feliz le dijo que le diría a su hermana que era la segunda señora Fowler. Fowler pensó en que todo le había ido bien desde que Pyle había muerto. 
Marzo de 1952-junio de 1955